# Abelia parvifolia
Abelia parvifolia es una especie de arbusto perteneciente a la familia Caprifoliaceae.

## Distribución
Nativo de China central (al oeste la provincia de Sichuan), donde se produce a 1,200-3,600 m sobre el nivel del mar.

## Descripción
Es un arbusto caducifolio de hasta unos 2 m de altura, con ramas delgadas y arqueadas. Las ramas jóvenes son de color púrpura y cubiertas de pelos suaves. Las hojas son de color verde, ovaladas, redondeadas en la punta y de hasta 3 cm de largo por cerca de 1 cm de ancho. Las flores en forma de embudo son de color rosa con manchas anaranjadas y de 1,5 cm de largo. Florere de mayo a agosto.

## Taxonomía
Abelia parvifolia fue descrita por William Botting Hemsley y publicado en Journal of the Linnean Society, Botany 23(156): 358–359. 1888.
Etimología
Abelia: nombre genérico otorgado por Robert Brown en 1818 en honor al médico y naturalista británico Clarke Abel (1780 - 1826) que lo introdujo en Europa desde China, donde descubrió el género.
parvifolia: epíteto latino que significa "con pequeñas hojas.
Sinonimia
- Abelia longituba Rehder
- Abelia mairei H.Lév.
- Abelia myrtilloides Rehder'
- Abelia schischkinii Golubkova
- Abelia schumannii (Graebn.) Rehder
- Abelia tereticalyx (Graebn.) Rehder
- Abelia uniflora R.Br.
- Abelia verticillata H.Lév.
- Linnaea parvifolia (Hemsl.) Graebn.
- Linnaea schumannii Graebn.
- Linnaea tereticalyx Graebn.[4][5]